# Badminton 1978
Höhepunkte des Badmintonjahres 1978 waren der Uber Cup 1978 sowie die All England, die Irish Open, die Scottish Open, die German Open, die Dutch Open, die Denmark Open, French Open, die Asienspiele, die Commonwealth Games und die Europameisterschaft. Der kleinere Weltverband World Badminton Federation (WBF) richtete eine Weltmeisterschaft aus.
==Internationale Veranstaltungen ==
| Veranstaltung | Herreneinzel   | Dameneinzel   | Herrendoppel                    | Damendoppel                    | Mixed                            |
| ------------- | -------------- | ------------- | ------------------------------- | ------------------------------ | -------------------------------- |
| All England   | Liem Swie King | Gillian Gilks | Tjun Tjun Johan Wahjudi         | Atsuko Tokuda Mikiko Takada    | Mike Tredgett Nora Perry         |
| Denmark Open  | Liem Swie King | Lene Køppen   | Steen Skovgaard Flemming Delfs  | Verawaty Wiharjo Imelda Wiguna | Steen Skovgaard Lene Køppen      |
| French Open   | Gregor Berden  | Alison Bryson | Andy Goode Richard Purser       | Elizabeth Adam M. Jack         | Richard Purser Patricia Assinder |
| German Open   | Ray Stevens    | Jane Webster  | Ola Eriksson Christian Lundberg | Nora Perry Anne Statt          | Rob Ridder Marjan Ridder         |
| Swedish Open  | Svend Pri      | Lene Køppen   | Flemming Delfs Steen Skovgaard  | Nora Perry Anne Statt          | Mike Tredgett Nora Perry         |